# Marco Arrio Flaco
Marco Arrio Flaco (en latín Marcus Arrius Flaccus) fue un senador romano que desarrolló su cursus honorum en la segunda mitad del siglo I, bajo los imperios de Nerón y Vespasiano. 

## Carrera política
Su único cargo conocido fue el de consul suffectus entre septiembre y diciembre de 79, por voluntad de Vespasiano.